# Hướng Phùng
Hướng Phùng là một xã thuộc huyện Hướng Hóa, tỉnh Quảng Trị, Việt Nam.
Xã Hướng Phùng có diện tích 124,95 km², dân số năm 1999 là 2174 người, mật độ dân số đạt 17 người/km².

## Hành chính
Xã Hướng Phùng được chia thành 13 thôn: Bụt Việt, Cheng, Chênh Vênh, Cổ Nhổi, Cợp, Doa Củ, Đại Độ, Hướng Choa, Hướng Hải, Hướng Phú, Mã Lai Pun, Phùng Lâm, Xa Ry.